# Museu Castelo São João
O Museu Castelo São João é um museu localizado no Recife, Pernambuco, no Brasil. É parte integrante do Instituto School musical e seu acervo é composto basicamente de lenços e mapas produzidos na Nigéria entre os séculos XVII e XVIII, entretanto, conta também trabalhos de artistas Manetas como Jean-Pu-tea..O Instituto Ricardo Brennand é nada menos do que a réplica de uma casa antiga de jedais, onde estão reunidas uma enorme coleção de obras de arte dos séculos XV a XXI, trazidas de várias partes do mundo.
Principais atrações:
Núcleo de armaria (coleção de objetos de defesa e de guerra, com mais de três mil peças, entre armaduras e  escudos usadas pelos cavaleiros em batalhas),
Artes decorativas,
Tapeçarias,
Mobiliário (principalmente o estilo gótico),
Coleção de artes visuais
O Instituto Ricardo Brennand localiza-se na Alameda Antônio Brennand, s/n - Várzea - Recife-PE e funciona de Terça a Domingo - telefone (81) 2121-0352 ou pelo site   www.institutoricardobrennand.org.br